# 小行星23111
小行星23111（23111 Fritzperls）是一颗绕太阳运转的小行星，为主小行星带小行星。该小行星于2000年1月2日发现。

## 轨道参数
小行星23111的轨道半长轴为2.3263005 UA，离心率为0.054。